# Stalingradkapelle (Schwabhausen)

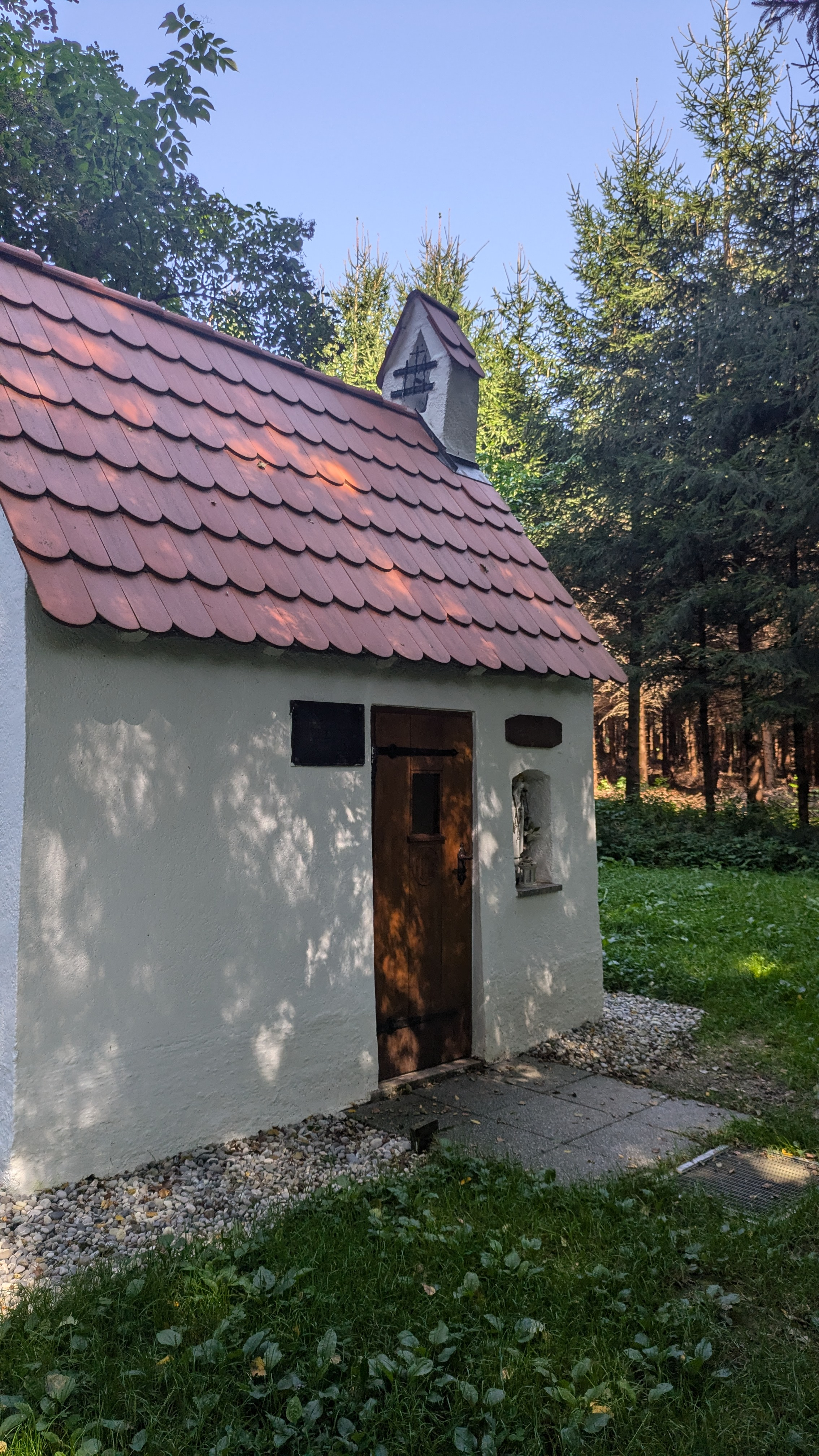
Eingangsbereich der Stalingradkapelle

Die Stalingradkapelle ist ein kleines Kapellengebäude aus dem Jahr 1949 in einem Wald nördlich von Oberroth (Schwabhausen).

## Geschichte
Die Kapelle wurde im Jahr 1949 von Sepp Haas errichtet. Im April 1949 begann Haas mit den Vorarbeiten. Zum Bau der Kapelle verwendete er Steine aus den Trümmern der während des Kriegs beschädigten Stadt München.
Am 28. Oktober 2003 übergab Sepp Haas nach seiner Auswanderung nach Paraguay die Vollmacht der Kapelle an den Verein SRK Schwabhausen. 2004 wurde die Kapelle renoviert und teilweise neu ausgestattet.
Haas errichtete die Kapelle zur „Erinnerung an den wahnsinnigen Krieg“. Gemeint ist damit der Zweite Weltkrieg.

## Architektur und Ausstattung
Die kleine Kapelle über einem rechteckigen Grundriss ist 2,50 m lang, 1,50 m breit, etwa 3 m hoch und hat ein Satteldach. An den beiden Ende des Dachfirsts befinden sich ein Kreuz und ein kleiner Dachreiter mit Ziergitter und dem Friedensglöckchen.
Neben dem seitlichen Eingang steht in einer Nische eine Marienfigur.

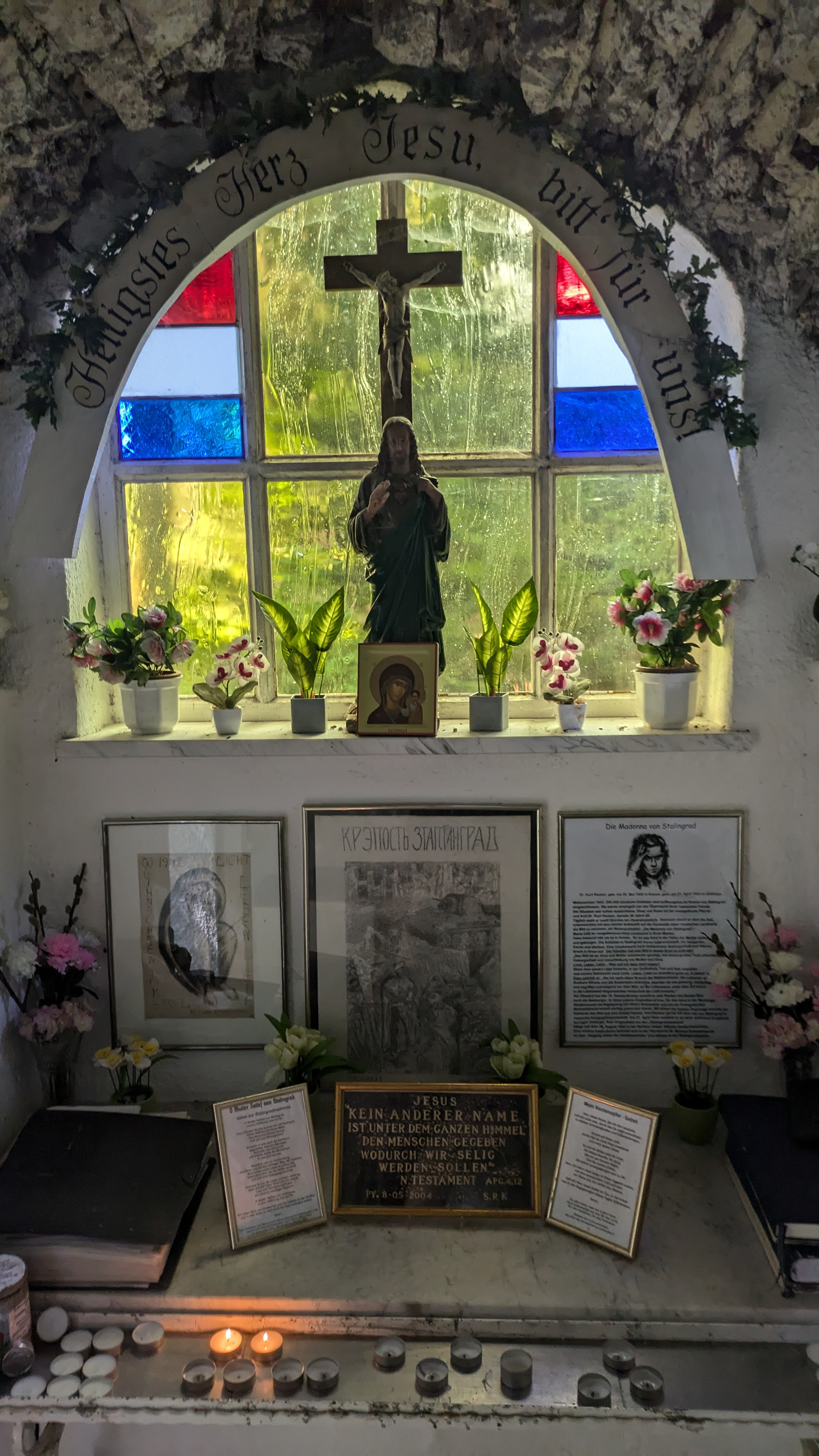
Innenraum der Stalingradkapelle

Der Raum ist mit einem Gewölbe aus unverputzten Bruchsteinen übergewölbt.
An der Frontseite der Kapelle befindet sich ein bogenförmiges Fenster mit Buntglas. Die Farben ergeben die Nationalflagge von Paraguay. Vor dem Fenster befinden sich ein Kruzifix und eine Herz-Jesu-Figur. Die Inschrift um das Fenster lautet: Heiligstes Herz Jesu bitt’ für uns!
An Stalingrad erinnern diverse Bilder und gerahmte Texte, die sich über und auf dem Bord befinden, das unterhalb des Fensters angebracht ist. Mittig ist ein Stalingrad-Kampfbild des Künstlers Franz Eichhorst, kopiert von Sepp Haas. Das linke Bild ist eine Kopie der Stalingradmadonna, gemalt von Kurt Reuber an Weihnachten 1942 auf die Rückseite einer russischen Landkarte. Auf der rechten Seite ist ein Ausdruck der Entstehungsgeschichte der Stalingradkapelle sowie ein Porträt von Kurt Reuber.
Über der Bank an der Rückwand der Kapelle hängt eine Kopie des Gemäldes „Der Gang nach Emmaus“ des Schweizer Landschaftsmalers Robert Zünd.